# Château de Toompea
Le château de Toompea (en estonien : Toompea loss) ou le château danois (en latin : Castrum Danorum) est un édifice historique situé sur la colline de calcaire de Toompea, dans la partie centrale de Tallinn, capitale de l'Estonie. Il est le siège du Riigikogu, le parlement estonien.

## Histoire
La construction du premier château en bois aurait été réalisée par des habitants de Revala au Xe ou au XIe siècle.
En 1219, le château est pris par les croisés danois, dirigés par Valdemar II, lors de la bataille de Lyndanisse.

### Le règne teutonique

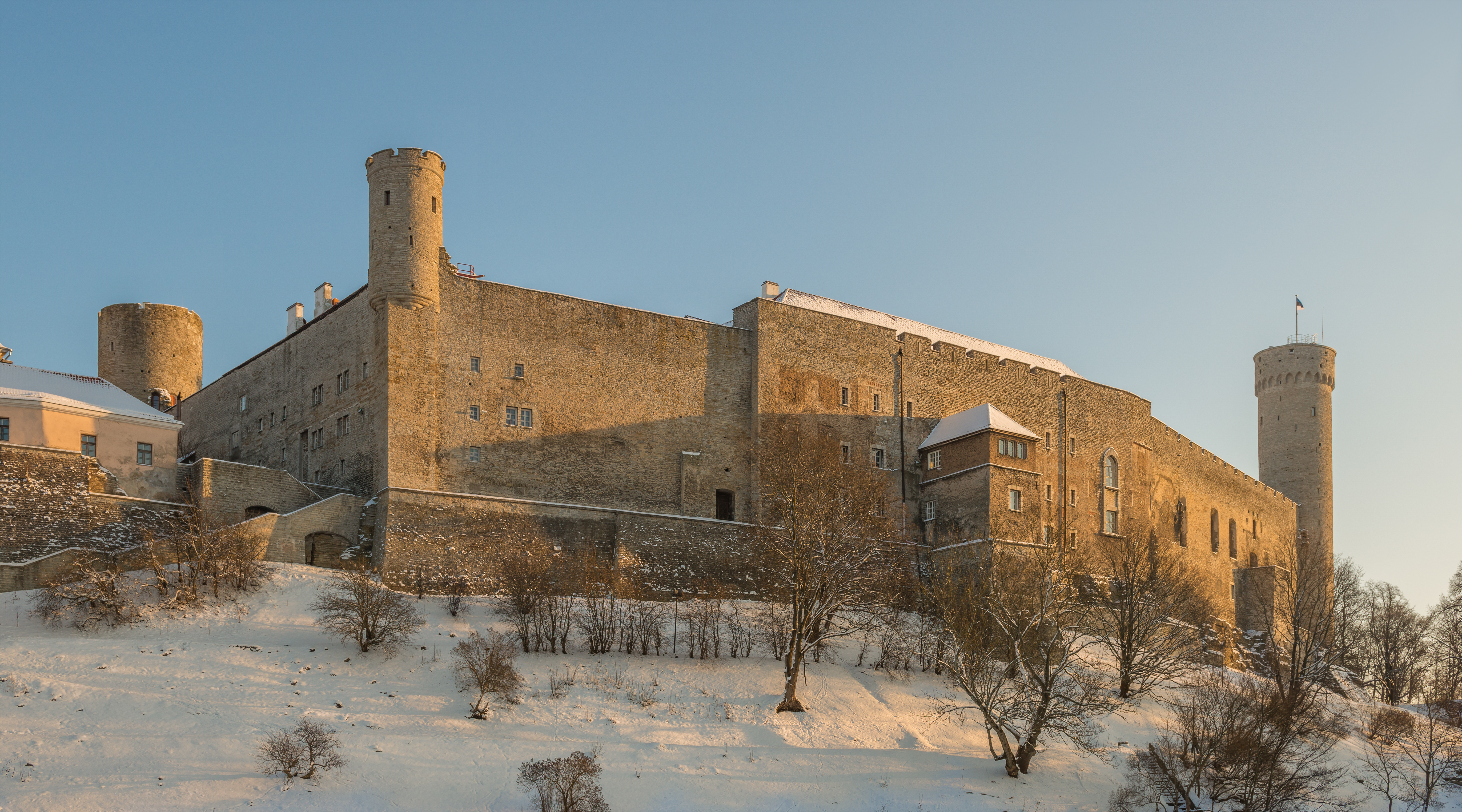
Le château.

En 1227, le château est pris par les Chevaliers Porte-Glaive, qui commencent la reconstruction de 1227 à 1229 d'un château qui est très semblable à celui d'aujourd'hui.
Dix ans plus tard, les danois reprennent l'édifice.

### Le règne du Danemark

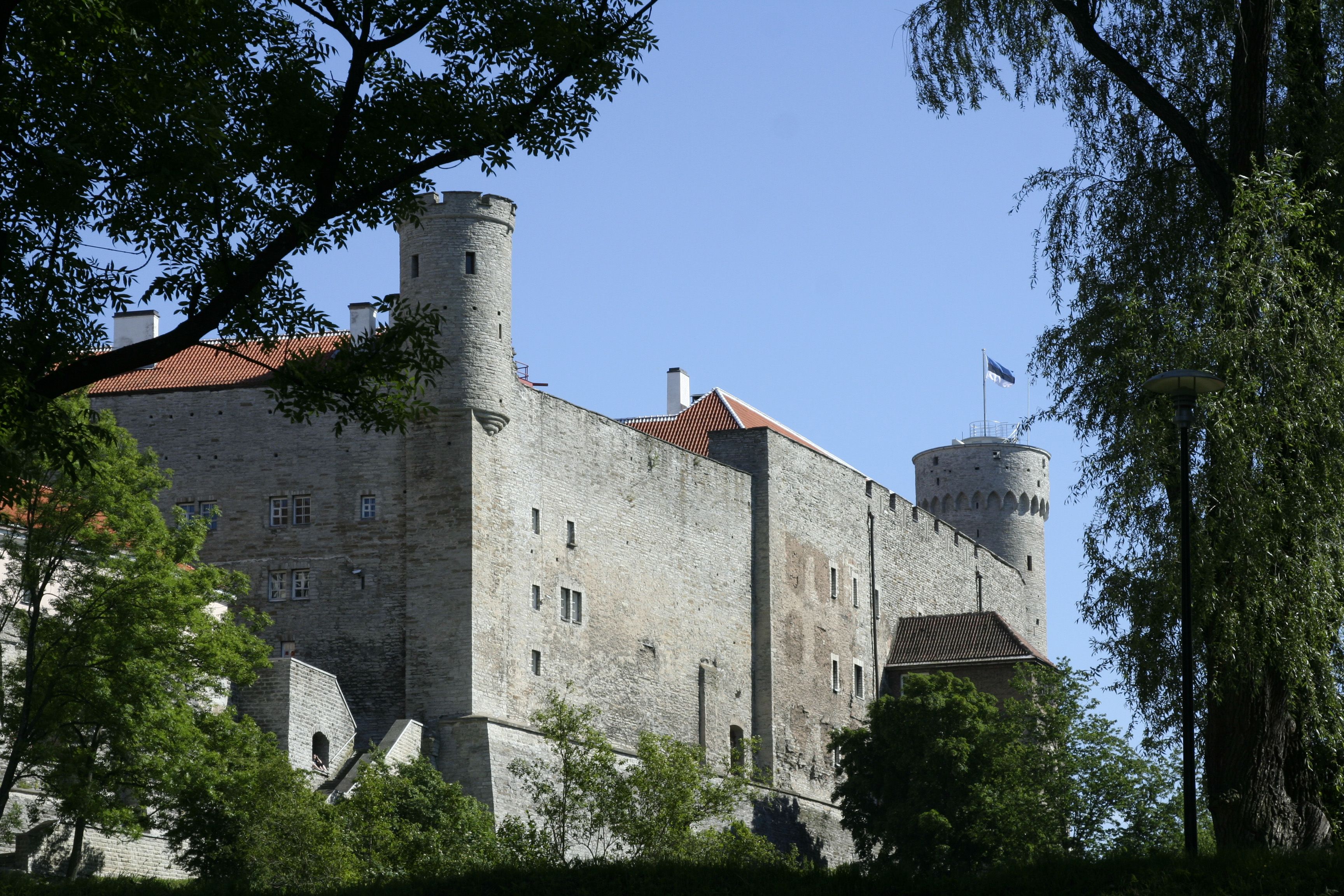
Le château.

En 1346, Valdemar IV vend le duché d'Estonie et donc le château à l'ordre de Livonie qui le gardera jusqu'à la fin du Moyen Âge.

### Le règne de l'ordre de Livonie

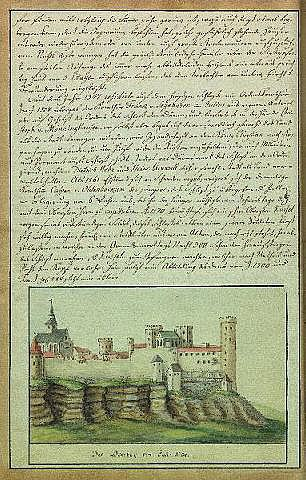
Toompea, la Cathédrale Sainte-Marie et le château XVIIIe siècle par Eduard Philipp Körber et Johann Christoph Brotze.

L'ordre de Livonie étant un ordre religieux, le château ressemble sur de nombreux points à un monastère avec sa chapelle, une salle capitulaire et un dortoir pour les chevaliers.
L'ordre a aussi érigé les tours encore visibles de l'église  dont Pilsticker, Stür den Kerl, Landskrone et Pikk Hermann, la plus élevée avec une hauteur de 48 m.

### Le règne de la Suède
En 1561, Toompea passe sous la domination des Suédois, qui construisent un couvent à côté de Pikk Hermann et une grande salle publique de 25 mètres de long et 11 mètres de large est terminée en 1589. 
Le bâtiment de style renaissance est conçu par Hans von Aachen qui a pris exemple sur le palais royal de Stockholm.
De grandes ouvertures dans le mur de fortification ouest ont été opérées afin d’éclairer le grand hall.
Le bâtiment recevra la visite du roi Jean III de Suède et de son fils le roi Sigismond III de Pologne.
D'autres travaux de construction sont réalisés au XVIIe siècle mais le château a perdu de son importance militaire.
En 1710, la Suède perd le territoire de l'Estonie au profit de l'Empire russe. 

### La domination russe

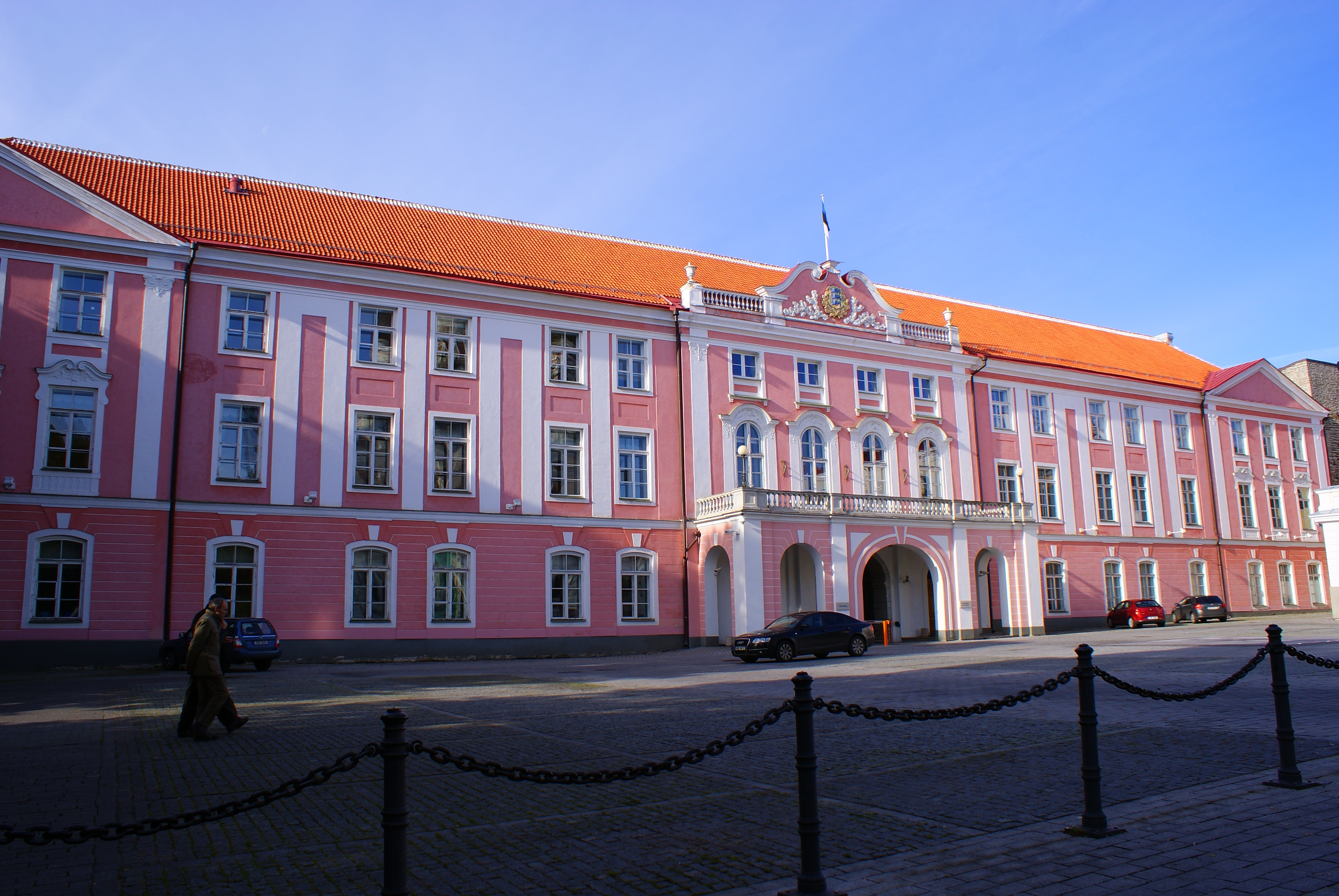
Les modifications du XVIIIe siècle.

Après la grande guerre du Nord, le château reste vide jusqu'à ce que Catherine II lance des travaux pour installer le gouvernement provincial estonien (et).
Les travaux durent de 1767 à 1773.
Une nouvelle aile de style baroque et néo-classique conçue par Johann Schultz (et) est ajoutée sur la partie orientale.
Elle héberge l'administration du gouvernement d'Estonie et l'habitation du gouverneur. 
Pendant l'époque tsariste, on ajoute un parc et un bâtiment d'archives au sud-est du château,.
Les transformations continueront aux XIXe et XXe siècles.

### Le Riigikogu

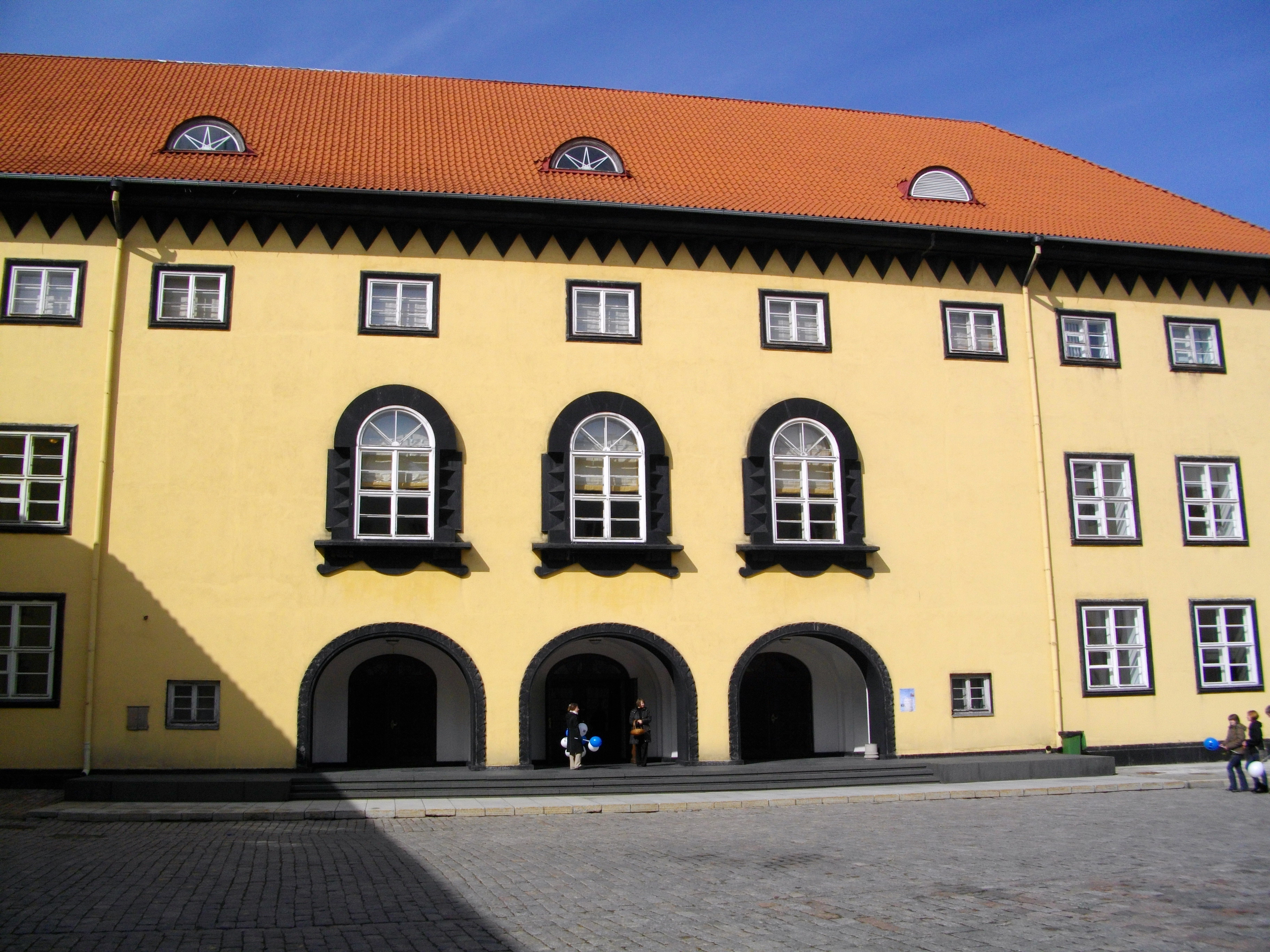
Le bâtiment du Riigikogu en 2010.

Après l'indépendance du pays en 1918, on construit un bâtiment pour accueillir le Riigikogu, le parlement estonien, à l'endroit où se trouvait l'ancien couvent de l'ordre teutonique. Conçu par Eugen Habermann et Herbert Johanson, il est achevé en 1922.
L'extérieur présente un aspect traditionnel mais l'intérieur est de style expressionniste.

## Galerie

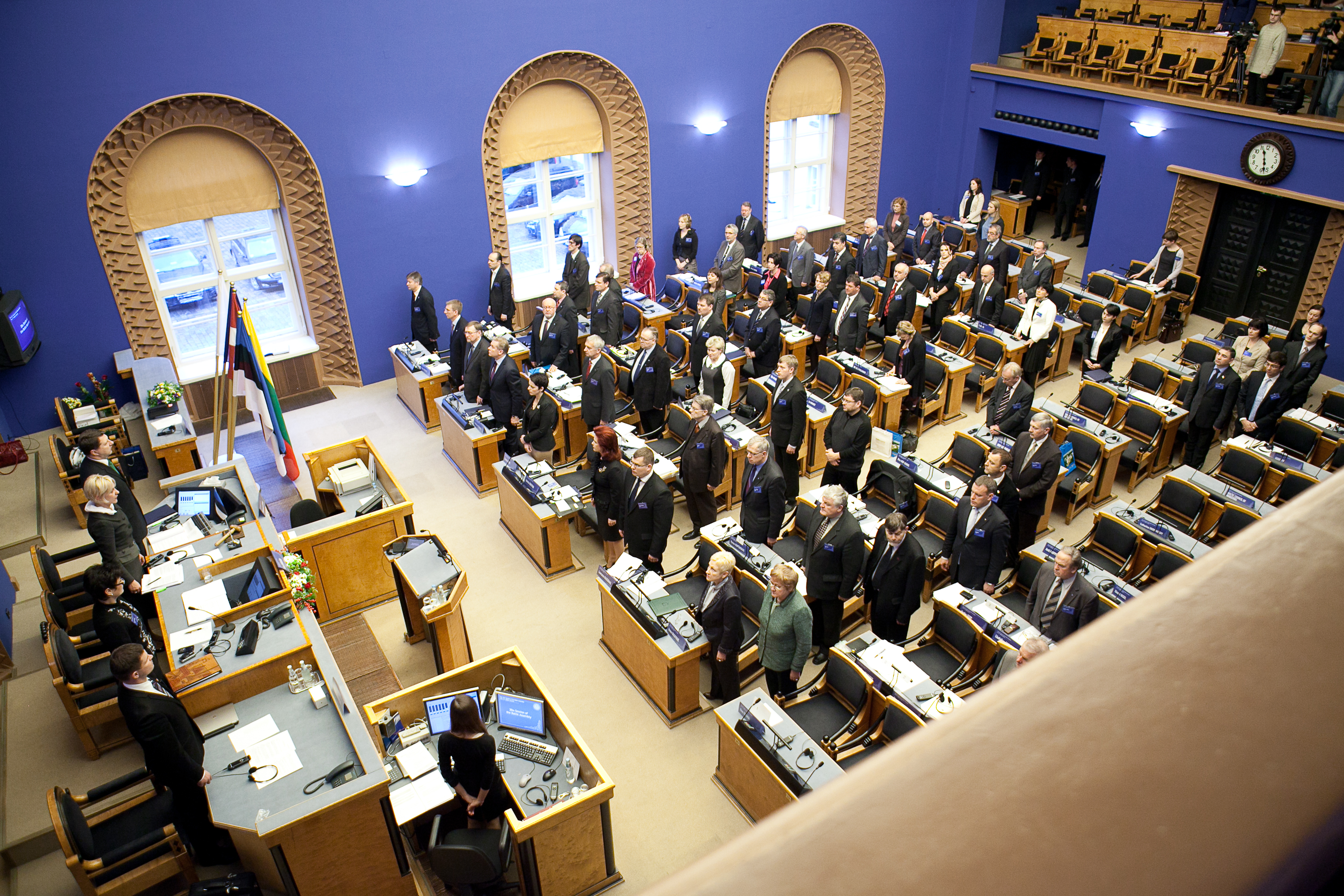
Session du Riigikogu en 2011.
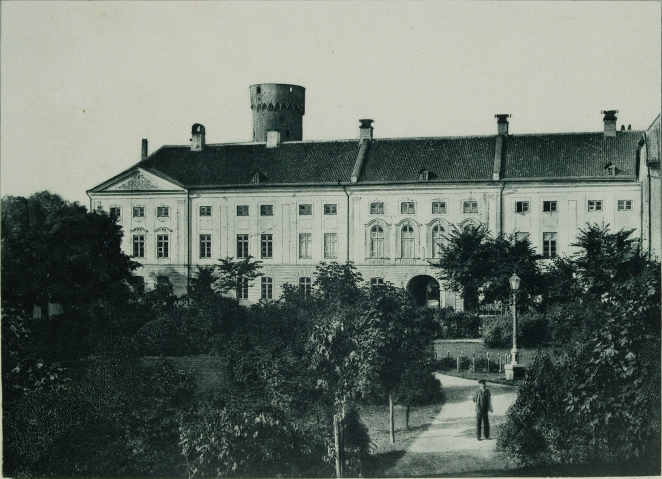
Le château avant la construction de la Cathédrale Alexandre-Nevski.
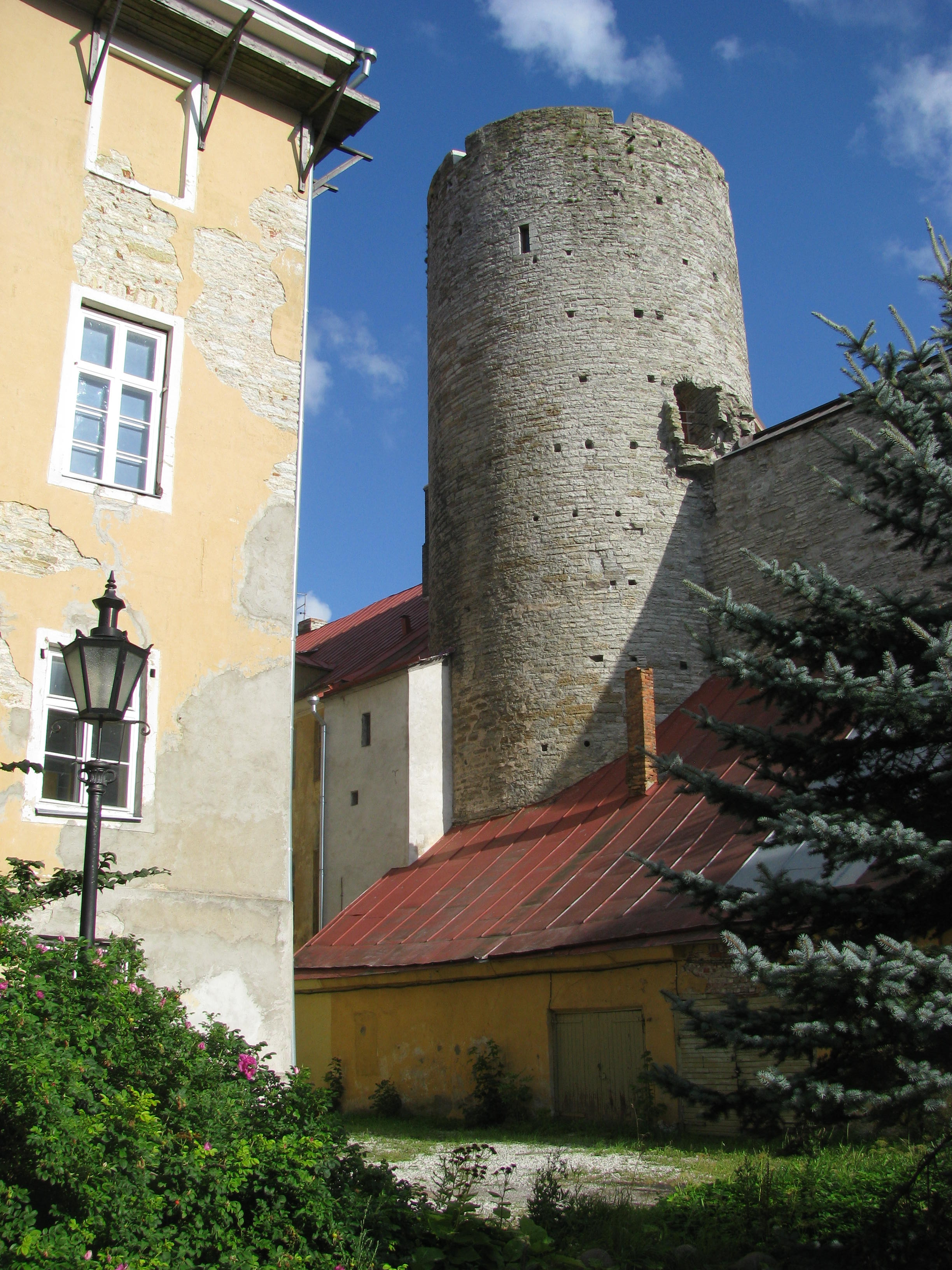
La tour Landskrone.
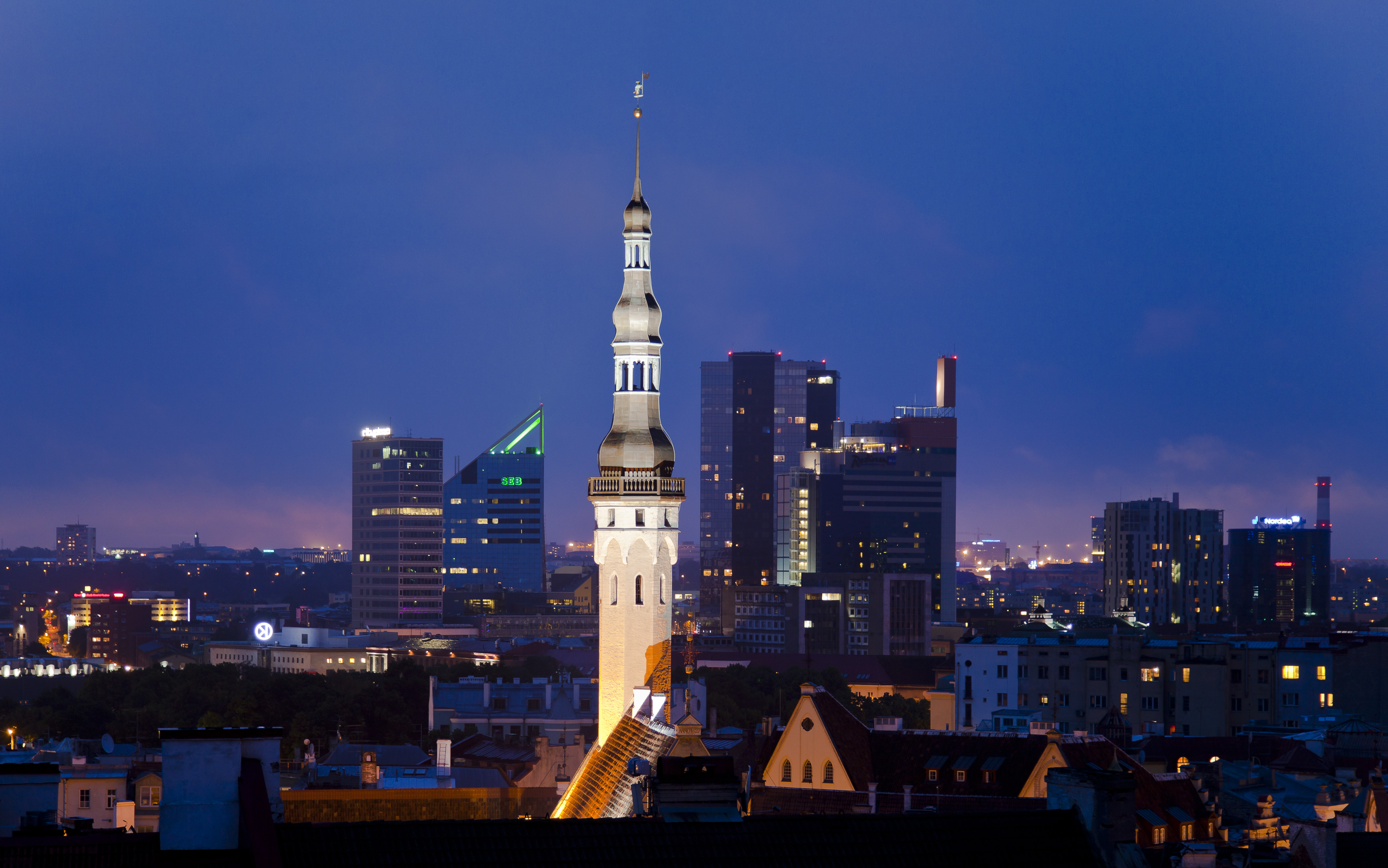
Tallinn vue du château de Toompea.